# Securinega perrieri
Securinega perrieri är en emblikaväxtart som beskrevs av Jacques Désiré Leandri. Securinega perrieri ingår i släktet Securinega och familjen emblikaväxter. Inga underarter finns listade i Catalogue of Life.